# Louis C. Camilleri
Louis Carey Camilleri, född 13 januari 1955 i Alexandria, Egypten, är en maltesisk-egyptisk företagsledare som är VD för det italienska bilmärket Ferrari. Han har tidigare arbetat inom  den globala tobaksföretaget Philip Morris International/Altria Group mellan 1978 och 2013, och har varit bland annat deras finansdirektör (1996–2002), VD och styrelseordförande (2002–2013).
Han avlade examen i nationalekonomi och företagsekonomi vid HEC Lausanne.
Han umgicks tillsammans med den brittiska supermodellen Naomi Campbell under 2017.